# Sigismondo I Jagellone
Sigismondo I Jagellone, detto il Vecchio (in polacco Zygmunt I Stary; in lituano Žygimantas Senasis; Kozienice, 1º gennaio 1467 – Cracovia, 1º aprile 1548), fu re di Polonia e granduca di Lituania dal 1506 alla morte: figlio quintogenito di Casimiro IV e di Elisabetta d'Asburgo, succedette al fratello maggiore Alessandro I, morto il 20 giugno 1506 senza eredi.

## Giovinezza
Sigismondo era il figlio di Casimiro IV di Polonia e di sua moglie, Elisabetta d'Asburgo. Venne così chiamato in onore del suo bisnonno materno, l'imperatore Sigismondo.

### Ambizioni frustrate
Dopo la morte del padre, Sigismondo fu l'unico figlio a non avere titoli. Negli anni 1495-1496 si rivolse al suo fratello maggiore, il granduca lituano Alessandro, chiedendo la separazione di un dominio dal Granducato di Lituania, ma questi rifiutò. Anche la regina Elisabetta tentò senza successo di assicurare la successione di suo figlio al trono d'Austria. La disastrosa e infruttuosa invasione della Bucovina, guidata dal fratello maggiore, re Giovanni I Alberto, dissipò i piani per collocare Sigismondo sul trono moldavo. Alla fine Sigismondo passò sotto le cure del fratello maggiore Vladislao II, re di Boemia e Ungheria, dal quale ricevette i ducati di Głogów (1499) e Opava (1501), e nel 1504 divenne governatore della Slesia e della Bassa Lusazia.

### La successione
Dopo la morte del re Alessandro, Sigismondo arrivò a Vilnius, dove fu eletto dal Consiglio ducale lituano il 13 settembre 1506 come Granduca di Lituania, in opposizione all'Unione di Mielnik (1501), che propose un'elezione congiunta polacco-lituana di un monarca. L'8 dicembre 1506, durante la sessione del Senato polacco a Piotrków, Sigismondo fu eletto re di Polonia. Arrivò a Cracovia il 20 gennaio 1507 e fu incoronato quattro giorni dopo nella cattedrale del Wawel da Andrzej Boryszewski.

## Regno

### Politica interna
La situazione interna in Polonia era caratterizzata da un'ampia autorizzazione della Camera dei Deputati, confermata ed estesa nella costituzione di Nihil novi. Durante il regno di Alessandro, era stata istituita la legge "Nihil Novi", che vietava ai re di Polonia di emanare leggi senza il consenso del Sejm. Sigismondo aveva scarso controllo sull'atto, a differenza dei senatori, che personalmente nominò. Sebbene fosse riluttante al sistema parlamentare e all'indipendenza politica della nobiltà, riconobbe l'autorità delle norme legali, sostenne il legalismo e convocò sessioni annuali del Sejm, solitamente ottenendo fondi per la difesa dello stato. Tuttavia non ha avuto successo nel tentativo di creare un fondo permanente per la difesa dall'imposta sul reddito annuale. Nonostante questo "tallone d'Achille", nel 1527 istituì un servizio di leva e la burocrazia necessaria per finanziarlo. Istituì i codici legali che formalizzavano la servitù in Polonia, bloccando i contadini nelle proprietà dei nobili.
Sigismondo I ottenne diversi successi economici, tra cui la riduzione parziale del debito, la separazione dei conti delle tasse pubbliche dalla cassa reale, il rafforzamento delle attività della zecca operante a Cracovia e il tentativo di organizzare il trattamento dei redditi dalle miniere di sale operative. Inoltre, emise uno statuto per gli armeni (1519) e intendeva fortemente armonizzare la legge in tutto il paese.
Tra il 1530 e il 1538 il re emanò due statuti che definivano le regole per la selezione del monarca, che stabilì definitivamente l'elezione viritale. Le leggi sostenevano che tutti i gruppi sociali, indipendentemente dalle loro ricchezze, potevano assistere al processo elettorale, e l'elezione doveva essere libera.
Il re organizzò con successo l'economia agricola, curò lo sviluppo delle città reali e recuperò numerosi beni del tesoro appartenenti alla corona che erano sotto pegno. Durante le attività finanziarie, il re ricevette pieno sostegno da sua moglie, la regina Bona, che mirava ad espandere le proprietà reali acquistando e migliorando l'efficienza economica.
Sigismondo, influenzato dalla moglie, portò artisti italiani a Cracovia e promosse lo sviluppo del Rinascimento in Polonia. Pur essendo un cattolico devoto, accordò la tolleranza religiosa ai cristiani ortodossi greci e la protezione reale agli ebrei. All'inizio si oppose vigorosamente al luteranesimo, ma in seguito si rassegnò alla sua crescente espansione in Polonia.

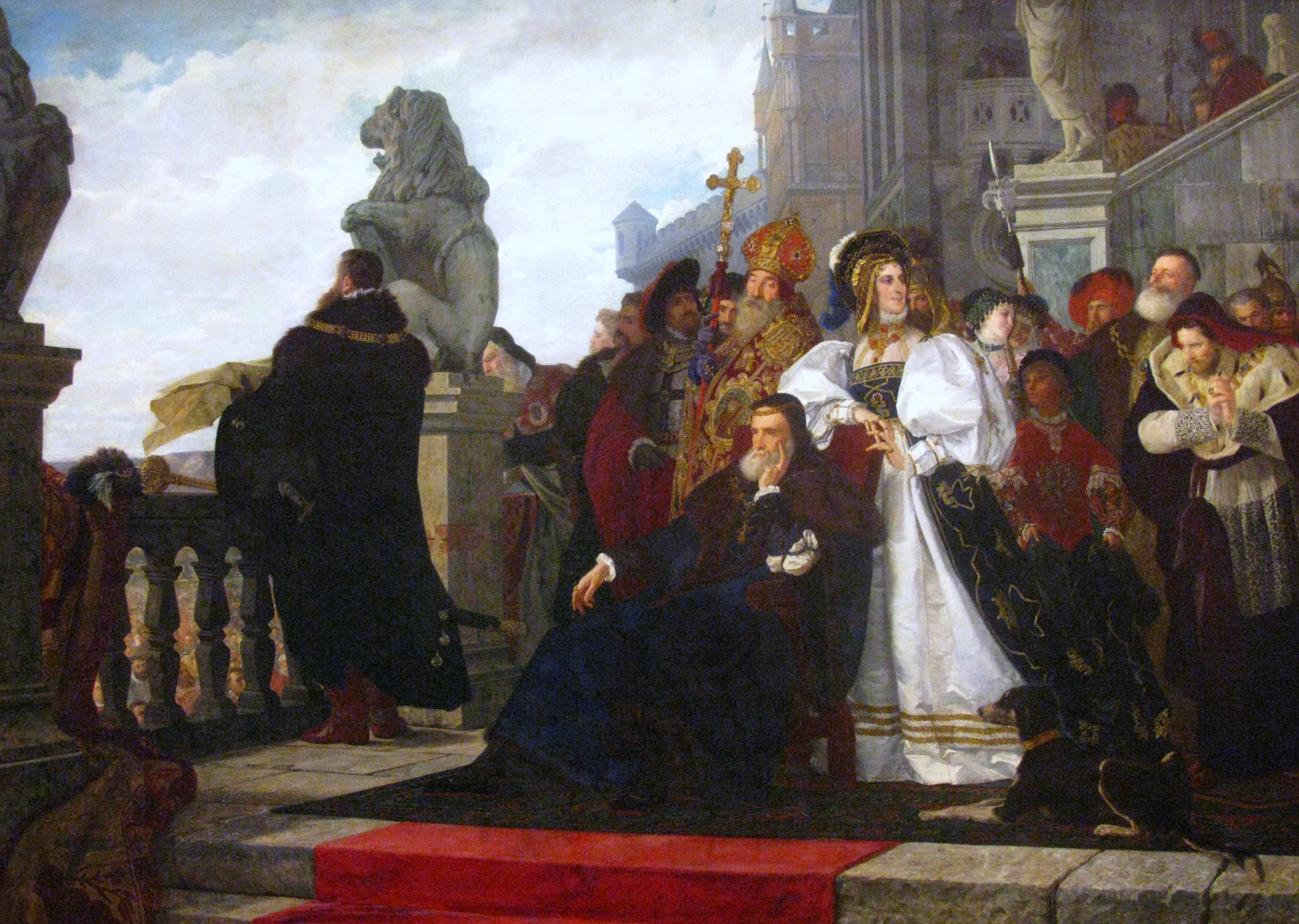
La ribellione di Lwów di Henryk Rodakowski

### La ribellione di Lwów
La ribellione di Lwów (la cosiddetta guerra dei polli) fu una ribellione della nobiltà polacca avvenuta nel 1537. Il nome derisorio fu coniato dai magnati, che per la maggior parte sostenevano che "il re affermasse che l'unico effetto della guerra era la quasi estinzione dei polli locali, mangiata dai nobili riuniti per la ribellione a Lwów, nella Piccola Polonia". La nobiltà, radunata nei pressi della città, invocò una campagna militare contro la Moldavia. Tuttavia, gli strati inferiori e medi della nobiltà chiamavano ribellione, o ribellione semi-legale, per costringere il re ad abbandonare le sue riforme rischiose. I nobili gli presentarono 36 richieste, in particolare: la cessazione di ulteriori acquisizioni di terra da parte della regina Bona, l'esenzione della nobiltà dalle decime, una bonifica del tesoro piuttosto che la sua espansione, la conferma ed estensione dei privilegi della nobiltà, la revoca del pedaggio o esenzione della nobiltà da esso, l'adozione di una legge relativa all'incompatibilità - l'incompatibilità di alcuni uffici che non dovevano essere uniti nella stessa mano - l'esecuzione di una legge che imponeva la nomina di soli nobili locali ai più importanti uffici locali e alla creazione di un corpo di consiglieri permanenti per il re. Infine, i manifestanti criticarono il ruolo della regina Bona, che incolpavano della "cattiva educazione" del giovane principe Sigismondo Augusto (il futuro Sigismondo II Augusto), nonché per cercare di aumentare il suo potere e la sua influenza.
Ben presto è emerso che i leader della nobiltà erano divisi e che raggiungere un compromesso era quasi impossibile. Troppo debole per iniziare una guerra civile contro il Re, i manifestanti hanno finalmente accettato quello che si pensava fosse un compromesso. Il re respinse la maggior parte delle loro richieste, accettando il principio dell'incompatibilità l'anno seguente e accettando di non forzare l'elezione del futuro re.

### Politica estera

#### La Moscovia e la Crimea
Sigismondo fu ininterrottamente in guerra con Vasili III di Moscovia a partire dal 1507, prima che l'esercito polacco fosse pienamente sotto il suo comando. Il 1514 segnò la caduta di Smolensk (allora sotto la dominazione lituana) nelle mani delle forze moscovite, che diede sostegno ai suoi argomenti sulla necessità di un esercito permanente. Quei conflitti erano parte delle guerre moscovite.
Dopo la morte di Janusz III di Masovia nel 1526, riuscì ad annettere il ducato di Masovia al Regno di Polonia.
In altre questioni politiche, Sigismondo cercò la pacifica convivenza con il Khanato di Crimea, ma non fu in grado di porre fine completamente alle schermaglie di confine.
Tra il 1531 e il 1538, riuscì a respingere l'offensiva tatara e la minaccia turca e ad unificare il Regno: inoltre ottenne dalla nobiltà polacca il diritto alla successione per il figlio Sigismondo II.

#### Relazioni con gli Asburgo
Nel 1515 Sigismondo strinse un'alleanza con l'imperatore Massimiliano I. In cambio dell'assenso di Massimiliano alle disposizioni della Seconda pace di Thorn (1466), Sigismondo acconsentì al matrimonio dei figli di Vladislao II di Boemia e Ungheria, con i nipoti di Massimiliano. Attraverso questo doppio contratto matrimoniale, la Boemia e l'Ungheria passarono alla Casa d'Asburgo nel 1526, alla morte del nipote di Sigismondo, Luigi II.
Preoccupato per i crescenti legami tra gli Asburgo e la Russia, nel 1524 Sigismondo firmò un'alleanza franco-polacca con il re Francesco I di Francia. L'accordo fallì, tuttavia, quando Francesco I fu sconfitto da Carlo V nella Battaglia di Pavia (1525).

#### Il rapporto con i cavalieri teutonici
Le guerre polacche contro i cavalieri teutonici terminarono nel 1525: Alberto di Hohenzollern, il loro maresciallo nonché nipote di Sigismondo, si convertì al luteranesimo, secolarizzò l'ordine e rese omaggio a Sigismondo. In cambio gli furono assegnati i domini dell'Ordine come Primo Duca di Prussia: il fatto divenne noto come "l'omaggio prussiano".

## Matrimoni e discendenza

### Primo matrimonio
Sposò nel 1512 Barbara Zápolya (1495-1515), figlia del conte Stephan Zápolya signore di Spiš, da cui ebbe:
- Edvige (15 marzo 1513-7 febbraio 1573), sposò l'Elettore Gioacchino II di Brandeburgo
- Anna (1º luglio 1515-8 maggio 1520)

### Secondo matrimonio
Nel 1518 sposò la duchessa di Bari, Bona Sforza (1494-1557), figlia del duca di Milano Gian Galeazzo Sforza, da cui ebbe:
- Isabella (18 gennaio 1519-15 settembre 1559), sposò Giovanni I d'Ungheria
- Sigismondo II Augusto (1º agosto 1520-7 luglio 1572)
- Sofia (13 luglio 1522-28 maggio 1575), sposò Enrico V di Brunswick-Lüneburg
- Anna (18 ottobre 1523-9 settembre 1596), sposò Stefan Batory
- Caterina (1º novembre 1526-16 settembre 1583), sposò Giovanni III di Svezia[1]
- Alberto (20 settembre 1527). Nato prematuro e morto alla nascita.

### Discendenza illegittima
Dalla sua amante Katarzyna Telniczanka ebbe: 
- Giovanni di Lituania (8 gennaio 1499 – 18 febbraio 1538), vescovo di Wilno e Pozman;
- Regina di Lituania (1500/1501 - 20 maggio 1526), che sposò, il 20 ottobre 1518, Hieronim Szafraniec;
- Caterina di Lituania (1503 - ante 1548), sposò Giorgio II, conte di Montfort a Pfannberg.

## Ascendenza
|                           |                      |                                | Genitori                             |  |  | Nonni |  |  | Bisnonni |  |  | Trisnonni |  |
|                           |                      |                                |                                      |  |  |       |  |  | Algirdas |  |  | Gediminas |  |
|                           |                      |                                |                                      |  |  |       |  |  | Algirdas |  |  | Gediminas |  |
|                           |                      | Jewna di Polack                |                                      |  |  |       |  |  | Algirdas |  |  |           |  |
| Jogaila                   |                      |                                |                                      |  |  |       |  |  | Algirdas |  |  |           |  |
|                           |                      | Uliana di Tver'                | Alessandro I di Tver'                |  |  |       |  |  |          |  |  |           |  |
|                           |                      | Uliana di Tver'                | Alessandro I di Tver'                |  |  |       |  |  |          |  |  |           |  |
|                           |                      | Uliana di Tver'                | Anastasia di Galizia                 |  |  |       |  |  |          |  |  |           |  |
| Casimiro IV di Polonia    |                      | Uliana di Tver'                |                                      |  |  |       |  |  |          |  |  |           |  |
|                           |                      | Andrej Alšėniškis              | Jonas Alšėniškis                     |  |  |       |  |  |          |  |  |           |  |
|                           |                      | Andrej Alšėniškis              | Jonas Alšėniškis                     |  |  |       |  |  |          |  |  |           |  |
|                           |                      | Andrej Alšėniškis              | Agrippina (Svjatoslavna) di Smolensk |  |  |       |  |  |          |  |  |           |  |
| Sofia Alšėniškė           |                      | Andrej Alšėniškis              |                                      |  |  |       |  |  |          |  |  |           |  |
|                           |                      | Aleksandra Dmitrievna Druckaja | Demetrio I Staršyj                   |  |  |       |  |  |          |  |  |           |  |
|                           |                      | Aleksandra Dmitrievna Druckaja | Demetrio I Staršyj                   |  |  |       |  |  |          |  |  |           |  |
|                           |                      | Aleksandra Dmitrievna Druckaja | Anna Ivanovna Druckaja               |  |  |       |  |  |          |  |  |           |  |
| Sigismondo I di Polonia   |                      | Aleksandra Dmitrievna Druckaja |                                      |  |  |       |  |  |          |  |  |           |  |
|                           | Alberto IV d'Asburgo | Alberto III d'Asburgo          |                                      |  |  |       |  |  |          |  |  |           |  |
|                           | Alberto IV d'Asburgo | Alberto III d'Asburgo          |                                      |  |  |       |  |  |          |  |  |           |  |
|                           | Alberto IV d'Asburgo | Beatrice di Norimberga         |                                      |  |  |       |  |  |          |  |  |           |  |
| Alberto II d'Asburgo      | Alberto IV d'Asburgo |                                |                                      |  |  |       |  |  |          |  |  |           |  |
|                           |                      | Giovanna di Baviera-Straubing  | Alberto I di Baviera                 |  |  |       |  |  |          |  |  |           |  |
|                           |                      | Giovanna di Baviera-Straubing  | Alberto I di Baviera                 |  |  |       |  |  |          |  |  |           |  |
|                           |                      | Giovanna di Baviera-Straubing  | Margherita di Brieg                  |  |  |       |  |  |          |  |  |           |  |
| Elisabetta d'Asburgo      |                      | Giovanna di Baviera-Straubing  |                                      |  |  |       |  |  |          |  |  |           |  |
|                           |                      | Sigismondo di Lussemburgo      | Carlo IV di Lussemburgo              |  |  |       |  |  |          |  |  |           |  |
|                           |                      | Sigismondo di Lussemburgo      | Carlo IV di Lussemburgo              |  |  |       |  |  |          |  |  |           |  |
|                           |                      | Sigismondo di Lussemburgo      | Elisabetta di Pomerania              |  |  |       |  |  |          |  |  |           |  |
| Elisabetta di Lussemburgo |                      | Sigismondo di Lussemburgo      |                                      |  |  |       |  |  |          |  |  |           |  |
|                           |                      | Barbara di Cilli               | Ermanno II di Cilli                  |  |  |       |  |  |          |  |  |           |  |
|                           |                      | Barbara di Cilli               | Ermanno II di Cilli                  |  |  |       |  |  |          |  |  |           |  |
|                           |                      | Barbara di Cilli               | Anna di Schaunberg                   |  |  |       |  |  |          |  |  |           |  |
|                           |                      | Barbara di Cilli               |                                      |  |  |       |  |  |          |  |  |           |  |